# Komórka pamięci

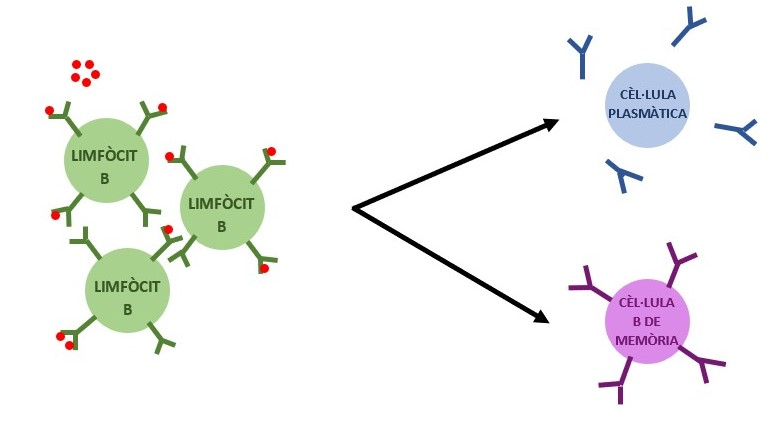
Transformacja limfocytu B po aktywacji

Komórka pamięci, limfocyt pamięci, MBC (ang. Memory B cell) – rodzaj limfocytu B powstający w czasie pierwotnego zakażenia patogenem.
Komórki pamięci mają zdolność przemiany w komórki plazmatyczne, wytwarzające przeciwciała niszczące te rodzaje drobnoustrojów, które zaczęły atakować organizm. Po przebytym zakażeniu w ustroju komórki pamięci pozostają i są przygotowane do wytworzenia dużej ilości przeciwciał w krótkim czasie, jeśli ponownie pojawi się w organizmie ten sam rodzaj chorobotwórczego drobnoustroju.
Komórki pamięci powstają z uaktywnionego limfocytu B. Limfocyt ten może ulec podziałowi na 4 komórki plazmatyczne bądź właśnie na 2 komórki pamięci.

## Czas życia
Komórki pamięci B mogą przetrwać dekady, co pozwala na reakcje na wielokrotną ekspozycję na ten sam antygen. Tak długi okres jest hipotetycznie wyjaśniony przez pewne geny anty-apoptozy, które w większym stopniu ulegają ekspresji w komórkach pamięci B niż innych podgrupach komórek B. Dodatkowo, komórka pamięci nie musi mieć stałej interakcji z antygenem ani z komórkami T, aby przetrwać długoterminowo.
Do zachowania pamięci immunologicznej kluczowe są dwie proteiny – BCR i BAFFR, oraz sygnały z tych protein. Wymagania co do przetrwania są podobne do tych, dla dziewiczych limfocytów B, które nie były jeszcze wystawione na kontakt z antygenem.